# Любовна спирала
„Любовна спирала“ (на хинди: बहू बेगम, Bahu Begun) е индийски сериал, чието излъчване започва на 15 юли 2019 г.

## Актьорски състав
- Арджит Танеджа - Азан Ахтар Мирза
- Самикша Джайсвал - Бегум Нур Мирза
- Даяна Хан- Бегум Шайра Мирза
- Симон Сингх - Баху Бегум Разия Мирза
- Амрапали Гупта - Бегум Сурая Мирза
- Мохамад Назим - Асгар Ахтар Мирза
- Рехан Рой - Халид Ахтар Мирза